# 平賀温泉郷
平賀温泉郷（ひらかおんせんきょう）は、青森県平川市の町内に存在する温泉の総称（温泉郷）である。温泉郷の範囲は旧平賀町の町域である。
温泉郷内の源泉の総数は57本。主に平野部に分布する。これは、津軽平野の他の市町村同様にボーリングにより容易に源泉開発が可能なためである。源泉の共同開発や、配湯はあまり行われていない。そのため、一軒宿や日帰り入浴施設一軒のみ、という温泉が多い。山間部にある温川温泉は、観光案内によっては黒石温泉郷に含まれる。これは、平賀温泉郷の中心部である津軽平野部から大きく離れていることと、黒石温泉郷が広がる国道102号沿いにあるためである。
温泉郷内では、「ひらか入浴ラリー」という湯巡りの企画が行われることがある。ただし、郷内のすべての温泉地が参加するわけではなく、一部の温泉地のみの参加である。

## 郷内の温泉地

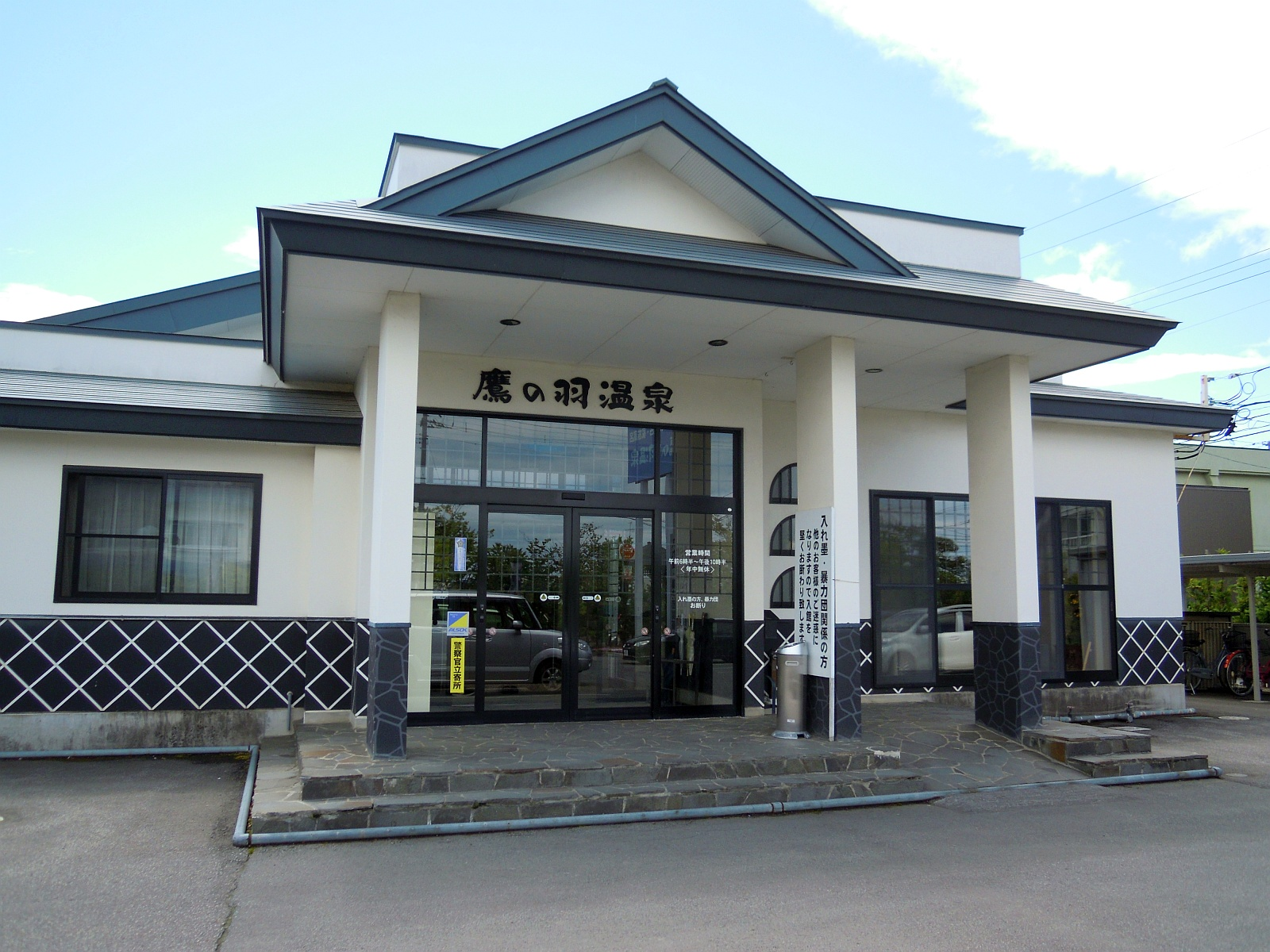
鷹の羽温泉

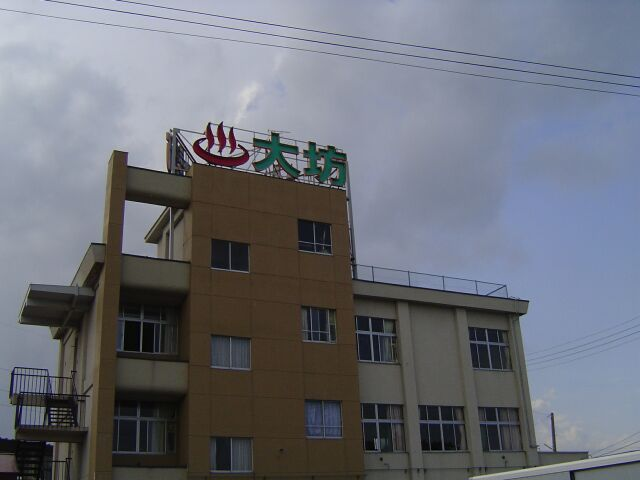
大坊温泉

- 新屋温泉
- 鷹の羽温泉
- 大光寺温泉
- 唐竹温泉
- 平賀観光温泉
- 松崎温泉
- 大坊温泉
- 芦毛沢温泉
- 舘田温泉
- 柏木温泉
- 南田温泉
- 虹の湖温泉
- 温川温泉